# Hortipes stoltzei
Hortipes stoltzei là một loài nhện trong họ Corinnidae.
Loài này thuộc chi Hortipes. Hortipes stoltzei được miêu tả năm 2000 bởi Bosselaers & Rudy Jocqué.